# Areias (kommun)
Areias är en kommun i Brasilien.   Den ligger i delstaten São Paulo, i den sydöstra delen av landet, 800 km söder om huvudstaden Brasília. Antalet invånare är 3 693.
Följande samhällen finns i Areias:
- Areias

I omgivningarna runt Areias växer i huvudsak städsegrön lövskog. Runt Areias är det glesbefolkat, med 8 invånare per kvadratkilometer.